# Giuseppe Maria Velzi
Giuseppe Maria Velzi, O.P., italijanski rimskokatoliški dominikanec, rimskokatoliški duhovnik, škof in kardinal, * 8. marec 1767, † 23. november 1836.

## Življenjepis
Leta 1798 je prejel duhovniško posvečenje pri dominikancih. 
2. julija 1832 je bil imenovan za škofa Trbiža in za kardinal-duhovnika S. Maria sopra Minerva. 15. julija istega leta je prejel škofovsko posvečenje.
Umrl je 23. novembra 1836.